# Vojňany
Vojňany is een Slowaakse gemeente in de regio Prešov, en maakt deel uit van het district Kežmarok.
Vojňany telt 284 inwoners.